# Dr. Kildare: Die Heimkehr
Dr. Kildare: Die Heimkehr (Originaltitel: Dr. Kildare Goes Home) ist ein US-amerikanisches Filmdrama in schwarz-weiß aus dem Jahr 1940. Regie führte Harold S. Bucquet. Das Drehbuch stammt von Harry Ruskin und Willis Goldbeck. Die Hauptrollen spielten Lew Ayres und Lionel Barrymore. Dr. Kildare: Die Heimkehr ist der fünfte Film der Dr. Kildare-Serie von Metro-Goldwyn-Mayer.

## Handlung
Am Blair General Hospital in New York hat ein weiterer Jahrgang das Praktikumsjahr abgeschlossen. Der Klinikleiter Dr. Walter Carew und der im Rollstuhl sitzende Dr. Gillespie verabschieden die jungen Ärzte, von denen manche keine Anstellung haben werden. Dr. James Kildare wird dagegen von der Klinik übernommen. Er feiert dies zusammen mit der Krankenschwester Mary Lamont; nun scheint der Hochzeit der beiden nichts mehr im Wege zu stehen. Als Dr. Kildare seinen Vater Dr. Stephen Kildare, einen niedergelassenen Arzt in Dartfort (Connecticut), darüber informieren will, wird sein Anruf nicht entgegengenommen. Erst verspätet ruft seine Mutter zurück. Sie versichert, alles sei in Ordnung, doch Dr. Kildare glaubt ihr nicht. Er nimmt kurzfristig Urlaub und besucht seine Eltern. Dort stellt er fest, dass sein Vater nunmehr der einzige Arzt in Dartfort ist und in der Nachbargemeinde Parkersville gar kein Arzt mehr praktiziert. So hat er sich bis an die Grenzen seiner Gesundheit überarbeitet. Am nächsten Tag versucht Dr. Kildare, seinen Vater bei der Arbeit zu unterstützen, doch die Patienten vertrauen dem jungen Arzt nicht. Besonders George Winslow zeigt sich abweisend. Schließlich fühlt er sich gesund. Der junge Dr. Kildare bezweifelt dies und warnt ihn. Er sieht aber auch ein, dass er seinen Vater dauerhaft unterstützen muss und überlegt sich, die Stelle am Blair General Hospital nicht anzunehmen. Nach einem Telefongespräch mit Dr. Gillespie, in dem Dr. Kildare sich recht vage über seine Rückkehr nach New York geäußert hat, reisen Dr. Gillespie und Joe Wayman in dessen Krankenwagen nach Dartford, um der Sache auf den Grund zu gehen. Schnell bekommt er heraus, was das Problem ist, lösen kann er es aber auch nicht. Als Dr. Kildare ankündigt, in Dartfort bleiben zu müssen, sieht Dr. Gillespie dies bedauernd ein. Er bietet Dr. Kildare auch an, zusammen nach New York zurückzufahren, da dieser noch seine Sachen dort hat und Mary Lamont noch nichts von dieser Sache weiß.
Zurück in New York, kommen sie auf die Idee, eine kleine Klinik zu gründen, in der drei junge und gut ausgebildete, aber arbeitslose New Yorker Ärzte arbeiten könnten. Finanzieren sollen das alle Einwohner der beiden Orte mit einem kleinen Betrag, den jeder regelmäßig an die Klinik zahlen soll. Die drei Ärzte sind schnell überzeugt, Dr. Gillespie zweifelt aber an der Bereitschaft der Leute, dies zu akzeptieren. Trotzdem überredet er Molly Byrd, die leitende Krankenschwester der Klinik, einige Medikamente des Krankenhauses abzuzweigen und damit die neue Klinik zu unterstützen. Zur Eröffnung dieser Klinik in Parkersville kehrt Dr. Kildare nach Dartfort zurück. Fünf Tage nach der Eröffnung ist ein Informationsabend angesetzt, bei dem die Bürger über die Klinik entscheiden sollen. Doch zuerst muss der Stadtrat überzeugt werden. Der sieht die so finanzierte Klinik positiv, doch da sie nur funktionieren kann, wenn Präventivmaßnahmen eingeführt werden, die die Stadt etwas kosten würden, lehnt dieser ab. George Winslow, ebenfalls ein Mitglied des Stadtrats, war zunächst auf Dr. Kildares Seite, doch als dieser den Bach, in dem Winslow gerne und oft schwimmen geht, als Gesundheitsgefahr einstuft, ist auch Winslow skeptisch. Er will sich auch nicht wegen Dr. Kildares Sorgen um seine Gesundheit untersuchen lassen. Einer der drei Ärzte der Klinik besorgt eine Blutprobe von Winslow, indem er ihn nach einer Blutspende fragt und ihm dann mitteilt, dass es die falsche Blutgruppe ist. Durch die Probe bekommen die beiden weitere Informationen, kommen aber erst durch Dr. Gillespie darauf, dass es sich um Meningitis handeln könnte. Es ist aber ein weiterer Test zur Diagnose notwendig, und Winslow lehnt diesen Test ab. Er will eine zweite Meinung von Dr. Stephen Kildare haben; dieser findet aber nichts. Daher vermutet Winslow einen Werbetrick von Dr. Kildare und verweigert jegliche weitere Behandlung. In New York überlegen sich Mary Lamont und Dr. Gillespie, wie sie Dr. Kildare helfen können; Mary, die mittlerweile mit Dr. Kildare verlobt ist, beschließt daraufhin, ebenfalls nach Dartfort zu fahren.
Bald bricht George Winslow zusammen und fällt ins Koma. In der neuen Klinik wird um sein Überleben gekämpft. Nicht nur Dr. Kildare und Mary Lamont werden hinzugerufen, selbst Dr. Gillespie kommt. Schließlich überlebt Winslow. Beim kurz darauf stattfindende Bürgertreffen wird ein Schreiben George Winslows verlesen. Er weiß nun, dass er ohne die Klinik nicht überlebt hätte und ruft dazu auf, die Klinik unbedingt zu unterstützen. So können Dr. Kildare und Mary Lamont ihren Plan, direkt nach dem Treffen heimlich zu heiraten, fallen lassen und zum geplanten Termin zurückzukehren.

## Hintergrund
Dr. Kildare: Die Heimkehr folgt einem Teil des Romans Dr. Kildare Takes Charge. Dieser Roman wurde ab dem 21. Dezember 1940 (also nach der Veröffentlichung des Films) in vier Teilen im Argosy-Magazin veröffentlicht. Der Autor Max Brand wird im Vorspann des Films zusammen mit Willis Goldbeck für die Originalgeschichte genannt.

### Technischer Stab
Für das Szenenbild in Dr. Kildare: Die Heimkehr waren Cedric Gibbons sowie Edwin B. Willis verantwortlich.

### Dreharbeiten
Die Produktion von Dr. Kildare: Die Heimkehr lief vom 4. Juli bis zum 3. August 1940. Gedreht wurde in den Studios von MGM.

### Synchronisation
Die Synchronisation von Dr. Kildare: Die Heimkehr wurde 1991 von der Interopa Film GmbH in Berlin durchgeführt. Die Dialogregie lag bei Hagen Mueller-Stahl, das Dialogbuch bei Katrin Blass.
| Rolle                 | Schauspieler     | Synchronsprecher        |
| --------------------- | ---------------- | ----------------------- |
| Dr. James Kildare     | Lew Ayres        | Udo Schenk              |
| Dr. Leonard Gillespie | Lionel Barrymore | Hans W. Hamacher        |
| Mary Lamont           | Laraine Day      | Ulrike Möckel           |
| Dr. Stephen Kildare   | Samuel S. Hinds  | Friedrich W. Bauschulte |
| George Winslow        | Gene Lockhart    | Gerd Duwner             |
| Dr. Davidson          | John Shelton     | Lutz Riedel             |
| Joe Wayman            | Nat Pendleton    | Detlef Bierstedt        |
| Martha Kildare        | Emma Dunn        | Christel Merian         |
| Molly Byrd            | Alma Kruger      | Christine Gerlach       |
| Dr. Walter Carew      | Walter Kingsford | Jürgen Thormann         |

### Erstaufführung
Dr. Kildare: Die Heimkehr wurde am 6. September 1940 uraufgeführt und von Metro-Goldwyn-Mayer vertrieben. Die deutsche Erstaufführung war am 29. Juli 1991 im Fernsehprogramm der ARD.

## Rezeption

### Kritiken

#### Zeitgenössische Kritiken
Die zeitgenössischen Kritiker, die zumeist bereits eine gute bis sehr gute Meinung zur Serie hatten, fanden Dr. Kildare: Die Heimkehr so gut wie die vorherigen Filme oder sogar besser. Die Figuren seien sympathisch, die Geschichte zwar einfach, aber unterhaltend. Sie sei gut zusammengestellt und immer interessant.
Die Variety sieht gewohnt gute Leistungen von Lew Ayres, Lionel Barrymore und Laraine Day und weist auf das starke Porträt, das Gene Lockhart liefere, hin. Auch die Regie wird gelobt. Bosley Crowther findet in seiner Kritik für die The New York Times die Leistung von Lionel Barrymore ebenfalls exzellent und Lew Ayres glaubwürdig. Und Laraine Day sei ein ziemlich hübsches Mädchen.

#### Moderne Kritiken
Sanderson Beck sah eine warmherzige Folge und Cinema spricht von einer ehrbaren „Huldigung an die Halbgötter in Weiß“. Paul Mavis wertete diese Folge als die schlechteste bis dahin und fand sie unglaubwürdig. Zudem vermisste er den Humor. Leonard Maltin beschränkt sich darauf, dem Film zwei von vier möglichen Punkten zu geben.
Lesley L. Coffin sieht Dr. Kildare: Die Heimkehr revolutionäre Themen der Zeit: Konzept der Geschichte sei eine frühe Form der allgemeinen Krankenversicherung, aber es werde auch viel über Präventivmedizin gesprochen sowie über die Gefahr von Umweltverschmutzung für die kommunale Gesundheit gesprochen. Und die Figuren sprächen offen und ernsthaft darüber. Auch Paul Mavis sieht diese Punkte, nennt das aber eine „New Deal Story“, die nicht zur Serie passe. Ein anderes revolutionäres Thema des Films findet er dagegen gut: Ein afro-amerikanischer Arzt, der nicht nur gleichwertig zu Dr. Gillespie gezeigt werde, sondern sogar in einer Hinsicht besser. So etwas habe er nur sehr selten in Hollywoodfilmen von vor dem Ende der 1950er Jahre gesehen.